# Leopardia
Leopardia is een geslacht van rechtvleugeligen uit de familie veldsprinkhanen (Acrididae). De wetenschappelijke naam van dit geslacht is voor het eerst geldig gepubliceerd in 1985 door Baccetti.

## Soorten
Het geslacht Leopardia  is monotypisch en omvat slechts de volgende soort:
- Leopardia bivittata (Baccetti, 1985)